# Syd Field
Sydney Alvin Field (19 décembre 1935 – 17 novembre 2013)  est un théoricien du cinéma, auteur de plusieurs ouvrages sur le sujet, le plus notable étant Screenplay: The Foundations of Screenwriting (en).

## Biographie
Syd Field est né le 19 décembre 1935 à Hollywood en Californie. Après un cursus à l'UCB, il devient professeur du Master of Professional Writing Program (en).
De 1963 à 1965, il a co-produit et scénarisé plusieurs séries télévisées (L'Odyssée sous-marine de l'équipe Cousteau entre autres), produites par David L. Wolper (en).
Auteur de Screenplay: The Foundations of Screenwriting, Syd Field a popularisé les concepts de « point d'intrigue » (événement à partir duquel l'action de l'intrigue s'oriente dans une nouvelle direction) et de structure en trois actes.
Il meurt le 17 novembre 2013, à la suite d'une anémie hémolytique, dans sa résidence de Beverly Hills en Californie.

## Ouvrages
- Field, Syd., The screenwriter's workbook, Dell Pub. Co, 1984 (ISBN 0-440-58225-3 et 9780440582250, OCLC 10348977, lire en ligne)
- Field, Syd., Selling a screenplay : the screenwriter's guide to Hollywood, Delacorte Press, 1989 (ISBN 0-385-29859-5, 9780385298599 et 0440502446, OCLC 19556195, lire en ligne)
- (en) Field, Syd., Screenplay : the foundations of screenwriting, New York, Dell Pub, 1994, 246 p. (ISBN 0-440-57647-4, 9780440576471 et 0440579198, OCLC 31120489, lire en ligne)
- Field, Syd,, Four screenplays : studies in the American screenplay, Dell Pub, 1994 (ISBN 0-440-50490-2 et 9780440504900, OCLC 29598367, lire en ligne)
- Field, Syd., The screenwriter's problem solver : how to recognize, identify, and define screenwriting problems, Dell Pub, 1998 (ISBN 0-440-50491-0 et 9780440504917, OCLC 37379865, lire en ligne)
- Field, Syd., Going to the movies : a personal journey through four decades of modern film, Dell Pub, 2001 (ISBN 0-440-50849-5 et 9780440508496, OCLC 46729253, lire en ligne)
- Field, Syd., The screenwriter's workbook, Delta Trade Paperbacks, 2006, 304 p. (ISBN 978-0-385-33904-9 et 0385339046, OCLC 70131227, lire en ligne)